# Ur- und Frühgeschichte Mitteleuropas
| Mitteleuropäische Ur- und Frühgeschichte |                      |                     |                     |                     |
| Holozän                                  | (➚ Hochmittelalter)  | (➚ Hochmittelalter) | (➚ Hochmittelalter) | (➚ Hochmittelalter) |
| Holozän                                  | Karolingerzeit       |                     |                     |                     |
| Holozän                                  | Merowingerzeit       |                     |                     |                     |
| Holozän                                  | (Frühes Mittelalter) |                     |                     |                     |
| Holozän                                  | Völkerwanderungszeit |                     |                     |                     |
| Holozän                                  | Römische Kaiserzeit  |                     |                     |                     |
| Holozän                                  | Frühgeschichte       |                     |                     |                     |
| Holozän                                  | Latènezeit           |                     |                     |                     |
| Holozän                                  | Hallstattzeit        |                     |                     |                     |
| Holozän                                  | Eisenzeit            |                     |                     |                     |
| Holozän                                  | Späte Bronzezeit     |                     |                     |                     |
| Holozän                                  | Mittlere Bronzezeit  |                     |                     |                     |
| Holozän                                  | Frühe Bronzezeit     |                     |                     |                     |
| Holozän                                  | Bronzezeit           |                     |                     |                     |
| Holozän                                  | Kupfersteinzeit      |                     |                     |                     |
| Holozän                                  | Jungsteinzeit        |                     |                     |                     |
| Holozän                                  | Mittelsteinzeit      |                     |                     |                     |
| Pleistozän                               | Jungpaläolithikum    |                     |                     |                     |
| Pleistozän                               | Mittelpaläolithikum  |                     |                     |                     |
| Pleistozän                               | Altpaläolithikum     |                     |                     |                     |
| Pleistozän                               | Altsteinzeit         |                     |                     |                     |
| Pleistozän                               | Steinzeit            |                     |                     |                     |
| Pleistozän                               | Urgeschichte         |                     |                     |                     |

Dieser Artikel gibt einen Überblick über die Ur- und Frühgeschichte Mitteleuropas von der Altsteinzeit bis zum Beginn unserer Zeitrechnung.

## Urgeschichte

### Alt- und Mittelsteinzeit

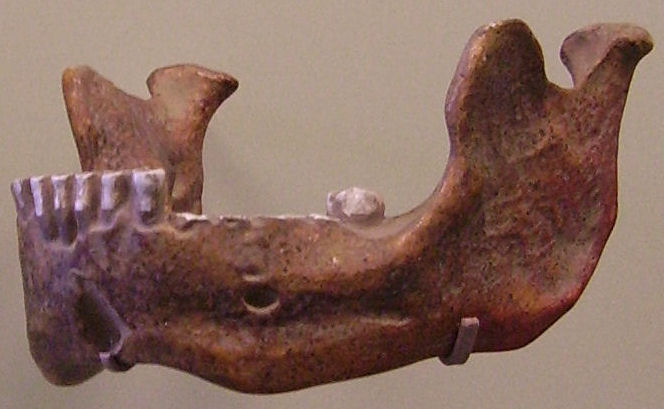
Nachbildung des Unterkiefers von Mauer

Die frühesten Beweise für eine Anwesenheit von archaischen Menschen in Mitteleuropa, die Quarzit-Artefakte aus der Tongrube Kärlich bei Koblenz, werden auf ein Alter von etwa 700.000 Jahren datiert. Aus der Zeit von vor etwa 600.000 oder 500.000 Jahren stammt der Unterkiefer von Mauer, der zu Homo heidelbergensis gestellt wird. Weitere Funde von Homo heidelbergensis stammen beispielsweise aus Bilzingsleben in (Thüringen), aus Schöningen und Bad Cannstatt, die auf etwa 400.000 bis 250.000 Jahre vor heute datiert werden. Im Gebiet der heutigen Schweiz sind Funde aus der Altsteinzeit relativ selten. Mit dem Neandertaler (im Mousterien) finden sich erste Spuren menschlicher Präsenz in den Alpen.
Menschliche Siedlungsnachweise in Mitteleuropa stammen aus der Zeit vor ca. 300.000 bis 200.000 Jahren ausschließlich aus Warmzeiten. Erst vor etwa 200.000 Jahren ist mit Acheuléen-Fundstellen wie Lübbow, Markkleeberg oder Eythra die erste Besiedlung während einer Abkühlungsphase im Vorfeld der Saaleeiszeit belegt. Damit beginnt die Anpassung des Homo heidelbergensis an die Kaltzeiten und seine Entwicklung zum Neandertaler, der aufgrund seiner eigenständigen Evolution nicht zu den direkten Vorfahren des modernen Menschen zählt. Der Neandertaler besiedelte Mitteleuropa bis vor etwa 40.000 Jahren.
Die ersten anatomisch modernen Menschen (Homo sapiens) wanderten aus Afrika über Kleinasien vor rund 45.000 Jahren nach Europa ein und gehörten den Y-Haplogruppen C,F, und I an. Der älteste gut datierte Fund mit 45.820–43.650 cal BP (95,4 % probability) liegt in der bulgarischen Batscho-Kiro-Höhle. Mit ihm beginnt das Jungpaläolithikum. Die Besiedlung durch den anatomisch modernen Menschen erfolgte durch Jäger-und-Sammler-Gesellschaften, die vermutlich den großen Tierherden der damaligen Kältesteppen folgten und aus Zentralasien kamen. Man bezeichnet sie in der europäischen Forschertradition als Cro-Magnon-Menschen. Genetisch betrachtet bildeten sie jedoch nicht den Hauptanteil der heutigen Europäer. Einige der ältesten Fundstätten für frühe Kunstwerke sind das Geißenklösterle und der Hohle Fels bei Blaubeuren sowie der Hohlenstein-Stadel im Lonetal bei Ulm. Die dort gefundenen Kunstwerke (zum Beispiel der Löwenmensch) und Musikinstrumente aus dem Aurignacien gehören zu den ältesten Funden ihrer Art weltweit. Es folgen die archäologischen Kulturen des Gravettien und Epigravettien. Der Zeitraum des anschließenden Kältemaximums bis vor etwa 20.000 Jahren blieb in den meisten Teilen Mitteleuropas weitgehend menschenleer.
Über weite Abschnitte der Altsteinzeit waren die Alpen fast völlig von Gletschern bedeckt. Eisfrei blieben nur Hochgebirgsterrassen über den Gletschern. Erst während des jüngeren Magdalénien ab etwa 13.000 v. Chr. setzte mit der beginnenden Erwärmung im Gebirge die Wiederbesiedlung ein. Das Paläolithikum endet mit dem Ende der jüngeren Dryas-Phase um 9600 v. Chr. und dem Beginn des Holozäns. Es folgt die Mittelsteinzeit (Mesolithikum).
- Siehe auch: Jungpaläolithische Kleinkunst sowie Europäer#Besiedelung durch Homo sapiens

### Jungsteinzeit

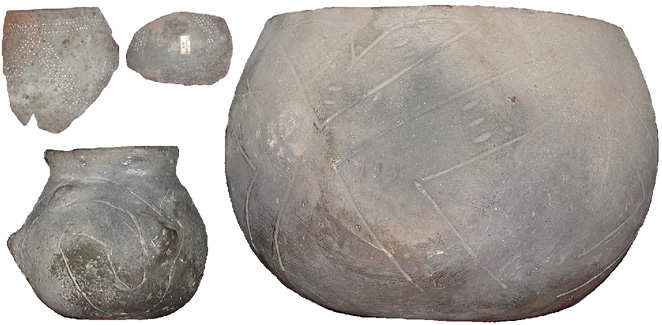
Bandkeramische Gefäße aus Mitteldeutschland

In Pollendiagrammen von mitteleuropäischen Seen und Mooren finden sich Anzeichen für einen beginnenden Ackerbau (beispielsweise am Zürichsee) bereits ab ca. 6900 v. Chr.; sie lassen sich noch nicht mit einer bestimmten archäologischen Kultur verbinden. Mit großer Wahrscheinlichkeit brachten nur sehr wenige Einwanderer aus dem Nahen Osten die neuen Wirtschaftsweisen Ackerbau und Viehhaltung nach Mitteleuropa.
Eine eindeutig belegbare flächendeckende und schnelle Neolithisierung Mitteleuropas (mit Ausnahme des Nord-Ostseeraumes) setzt etwa vor der Mitte des 6. Jahrtausends v. Chr. ein. Sie wird in der Westschweiz von Gruppen getragen, die sich kulturell aus dem Mittelmeerraum herleiten. Wenig später dringen Menschen über die Donauroute aus Südosteuropa nach Nordwesten vor. An die Stelle der mesolithischen Jäger und Sammler und Fischer treten Bauern mit den Nutztieren Rind, Schwein, Schaf und Ziege, die primär Emmer und Einkorn anbauen, gebrannte Tongefäße benutzen und geschliffene Steinwerkzeuge verwenden. Die frühen jungsteinzeitlichen Kulturträger sind die Linienbandkeramiker und die Leute der La-Hoguette-Gruppe. Beide sind anhand von Zusammenfunden zumindest teilweise gleichzeitig da, ein früherer Beginn der La-Hoguette-Gruppe kann aber nicht ausgeschlossen werden. Die Kultur von La Hoguette, die mitunter mehr als Viehzüchter- denn als Ackerbaukultur aufgefasst wird, ist fast nur durch ihre Keramik belegt, Haustiere sind bislang nur sporadisch nachgewiesen, was auf eine Agrarstruktur deutet. Ein kultureller Austausch zwischen beiden ist vor allem im westlichen Mitteleuropa belegt.
Der Küstenraum von Nord- und Ostsee ist erst rund 2000 Jahre später vollständig neolithisiert. Die zugehörigen Gruppen werden als Trichterbecherkulturen bezeichnet.

### Bronze- und Eisenzeit

Die Kelten in Europa
Kernbereich nordwestalpine Hallstattkultur (ca. 750–650 v. Chr.)
Ausbreitung der späten Hallstattkultur (HaD) um 500 v. Chr.
Ausbreitung der keltischen Sprache (3. Jahrhundert v. Chr.)

Ab etwa 2000 v. Chr. wird in Mitteleuropa die Metallverarbeitung üblich, zunächst Kupfer und Bronze (Bronzezeit), dann ab etwa 850 v. Chr. auch Eisen (Eisenzeit). Der größte Teil Mitteleuropas gehörte ab der ersten Hälfte des 1. Jahrtausends v. Chr. zum Einflussgebiet der keltischen Kultur.
Die ältere Eisenzeit wird in Mitteleuropa nach den Funden in einem ausgedehnten Gräberfeld oberhalb des Ortes Hallstatt im Salzkammergut (Österreich) als Hallstattzeit benannt (750–450 v. Chr.). Aufgrund schriftlicher Quellen aus der Antike kann man für diese Zeit vermuten, dass in Süddeutschland, der Schweiz und Teilen Österreichs die Protokelten eingewandert sind. Die Verarbeitung von Eisen und die Erfindung der Töpferscheibe verfeinerten die kulturellen Leistungen der Menschen dieser Zeit. Die politische Macht wurde von einheimischen Fürsten ausgeübt, deren Grabhügel in ganz Mitteleuropa zu finden sind. Die Fürsten der Hallstattzeit verdankten ihren Reichtum sicherlich auch dem Handel und dem Warentransport über die Alpenpässe, wie u. a. die großgriechische Bronzehydria aus einem Grab in Grächwil (Schweiz) aus dem Jahre 570 v. Chr. belegt.
Die mittlere und jüngere Eisenzeit in Mitteleuropa wird nach dem Fundplatz La Tène am Neuenburgersee in der Schweiz als Latènezeit benannt (ab ca. 480 v. Chr. bis 40 v. Chr., in mancher Region auch bis Chr. Geb.). Sie entwickelte sich aus der nordwestalpinen Hallstattkultur unter Einfluss aus dem mediterranen Raum als eigenständige Kunst- und Kulturform, die mit den im 5. Jahrhundert in griechischen Quellen genannten Kelten identifiziert wird. Die Latènezeit wird in der Literatur häufig in drei Zeitabschnitte unterteilt:
|              | Dechelette  | Reinecke        | Datierung                                                  |
| ------------ | ----------- | --------------- | ---------------------------------------------------------- |
| Frühlatène   | La Tène I   | La Tène A und B | 480 v. Chr. bis 300 v. Chr.                                |
| Mittellatène | La Tène II  | La Tène C       | 300 v. Chr. bis 100 v. Chr. (regional bis ca. 150 v. Chr.) |
| Spätlatène   | La Tène III | La Tène D       | 150/ 100 v. Chr. bis Chr. Geb.                             |

Kulturelle Elemente der Latènezeit werden im heutigen französischen (Frankreich), deutsch-französischen (Schweiz) und deutschen Kulturraum (Österreich und im mittleren und westlichen Deutschland) gefunden. Abwandlungen kommen gelegentlich auch in Nordwestdeutschland vor. Einzelne Einflüsse reichen weiter auf den Balkan.
Die früher verbreitete Gleichsetzung von Germanen und Deutschen wird in der heutigen Forschung nicht mehr aufrechterhalten. Einerseits trugen auch nichtgermanische Ethnien zur Herausbildung des deutschen Volks bei, andererseits zählen Germanen auch zu den Vorfahren nicht-deutscher Völker. Die Gleichsetzung bestimmter frühgeschichtlicher Völker mit heutigen im Allgemeinen ist nicht haltbar. Ursprünglich an der westlichen Ostsee beheimatet, drangen die Germanen seit etwa 200 v. Chr. in die damals noch keltischen Gebiete Mittel- und Süddeutschlands vor.

Wanderzüge der Kimbern und Teutonen

Ins Licht der Geschichte traten sie gegen Ende des 2. Jahrhunderts v. Chr., als die nordgermanischen Stämme der Kimbern und Teutonen von Jütland aus bis auf das Gebiet des Römischen Reichs vordrangen. Nachdem sie mehrere Legionen geschlagen hatten (113 v. Chr. in der Schlacht bei Noreia und 105 v. Chr. in der Arausio (Orange)), besiegte sie der römische Feldherr Gaius Marius in den Jahren 102 und 101 v. Chr. in den Schlachten von Aquae Sextiae (Aix-en-Provence) und Vercellae (Vercelli).

## Frühgeschichte

### Römisches Reich

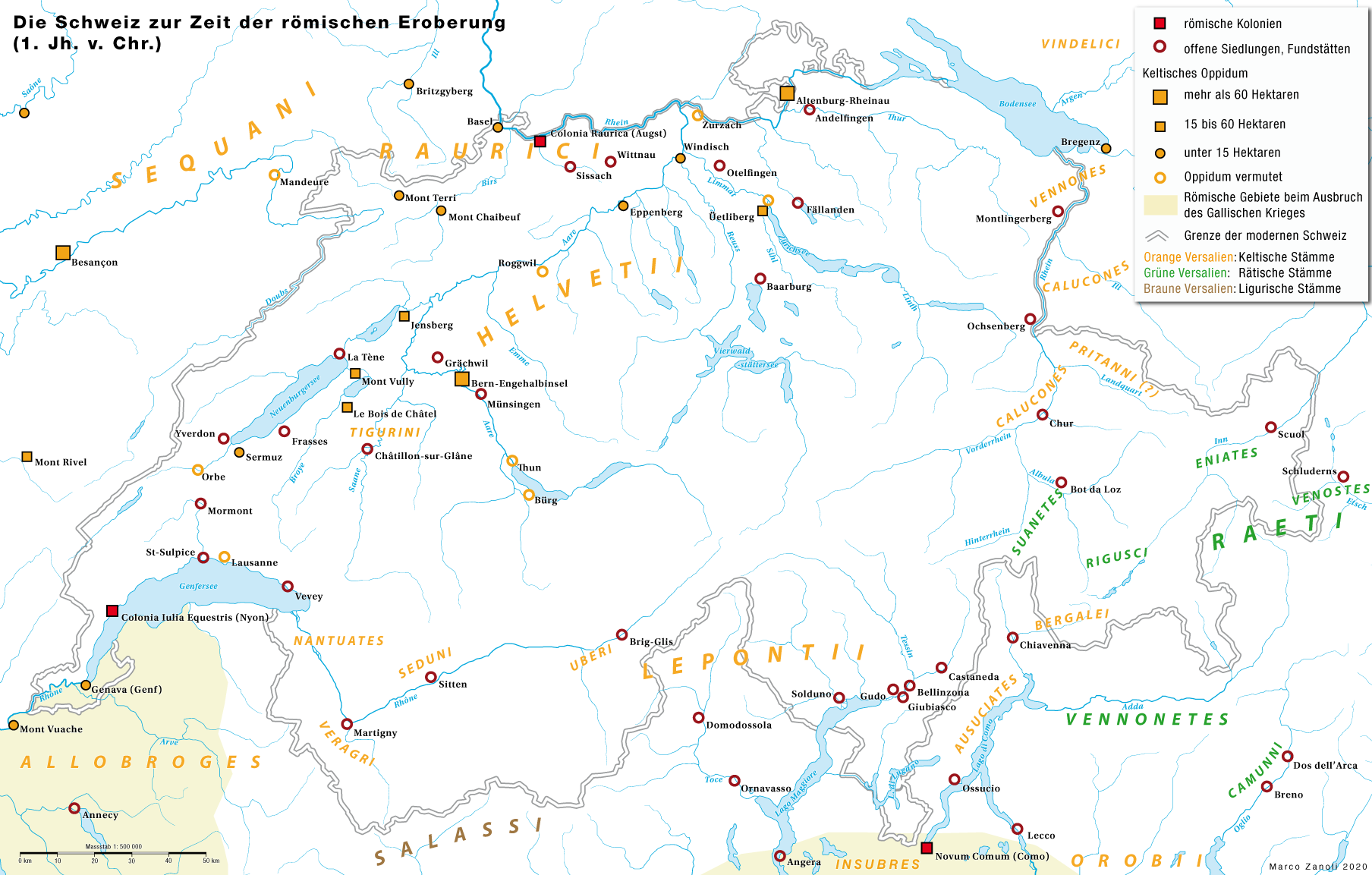
Die keltische und rätische Besiedlung der heutigen Schweiz zur Zeit Cäsars

Mit der Eroberung Galliens durch Julius Caesar zwischen 58 und 50 v. Chr. wurde der Rhein zur Nordostgrenze und die Germanen zu direkten Nachbarn des Römischen Reiches. Die unter Kaiser Augustus versuchte Eroberung der von Germanen besiedelten Gebiete bis zur Elbe wurde nach der Schlacht im Teutoburger Wald im Jahr 9 n. Chr. abgebrochen.
Die Gebiete westlich des Rheins und südwestlich des Grenzwalls Limes wurden den römischen Provinzen Germania inferior (Niedergermanien), Germania superior (Obergermanien) in Nordgallien und Raetia (Rätien) zugeschlagen. Die von ihnen unbesetzte Landschaft Germanien östlich vom Rhein nannten die Römer Germania magna. Die erste umfassende Beschreibung der Germania magna gab der römische Historiker Tacitus um das Jahr 98 in seiner Schrift Germania.
Die ins Römische Reich einbezogenen – und im Norden Galliens vielfach mit Germanen besiedelten – Gebiete bildeten in den folgenden Jahrhunderten einen Teil der römischen Welt. Die keltisch-germanische Urbevölkerung wurde weitgehend romanisiert. Mit Augsburg, Kempten (Allgäu), Koblenz, Köln, Mainz, Regensburg, Trier und Xanten entstanden damals die ältesten Städte Deutschlands. Trier stieg in der Spätantike sogar zur Kaiserresidenz auf. Nach vermehrten Germaneneinfällen infolge der Reichskrise des 3. Jahrhunderts gaben die Römer 260 den Limes auf und verlegten die Grenze zur Germania magna auf ganzer Länge an den Rhein zurück, bevor diese im Zuge der Völkerwanderung zusammenbrach.

## Zeitliche und geologische Einordnung
Die folgende Leiste gibt einen Überblick darüber, wie die Ur- und Frühgeschichte Mitteleuropas zeitlich einzuordnen ist:

| System                                   | Quartär      | Quartär             | Quartär             | Quartär      | Quartär         | Quartär         | Quartär         | Quartär       | Quartär         | Quartär         | Quartär      | Quartär      | Quartär      | Quartär      | Quartär      | Quartär     | Quartär       | Quartär                   |
| Serie                                    | Pleistozän   | Pleistozän          | Pleistozän          | Pleistozän   | Pleistozän      | Pleistozän      | Holozän         | Holozän       | Holozän         | Holozän         | Holozän      | Holozän      | Holozän      | Holozän      | Holozän      | Holozän     | Holozän       | Holozän                   |
| (Klima-)Stufe                            | Gelasium     | Calabrium           | Ionium              | Ionium       | Tarantium       | Tarantium       | Präboreal       | Boreal        | Atlantikum      | Atlantikum      | Atlantikum   | Subboreal    | Subboreal    | Subboreal    | Subboreal    | Subboreal   | Subatlantikum | Subatlantikum             |
| ---------------------------------------- | ------------ | ------------------- | ------------------- | ------------ | --------------- | --------------- | --------------- | ------------- | --------------- | --------------- | ------------ | ------------ | ------------ | ------------ | ------------ | ----------- | ------------- | ------------------------- |
| Archäologisches Zeitalter (Mitteleuropa) |              |                     | Steinzeit           | Steinzeit    | Steinzeit       | Steinzeit       | Steinzeit       | Steinzeit     | Steinzeit       | Steinzeit       | Steinzeit    | Steinzeit    | Bronzezeit   | Bronzezeit   | Bronzezeit   | Eisenzeit   | Eisenzeit     | RKZ, VWZ (Frühgeschichte) |
| Archäologisches Zeitalter (Mitteleuropa) | Altsteinzeit | Altsteinzeit        | Altsteinzeit        | Altsteinzeit | Mittelsteinzeit | Mittelsteinzeit | Mittelsteinzeit | Jungsteinzeit | Jungsteinzeit   | Jungsteinzeit   | Frühe BZ     | Mittlere BZ  | Späte BZ     | Hallstatt    | Latène       |             |               | RKZ, VWZ (Frühgeschichte) |
| Archäologisches Zeitalter (Mitteleuropa) | Altpaläo.    | Mittelpaläolithikum | Mittelpaläolithikum | Jungpaläo.   | Mittelsteinzeit | Mittelsteinzeit | Mittelsteinzeit |               | Kupfersteinzeit | Kupfersteinzeit | Frühe BZ     | Mittlere BZ  | Späte BZ     | Hallstatt    | Latène       |             |               | RKZ, VWZ (Frühgeschichte) |
| ≈ Beginn vor                             | 2,588 mya    | 1,806 mya           | 0,781 mya           | 0,25 mya     | 0,126 mya       | 0,04 mya        | 9610 v. Chr.    | 8690 v. Chr.  | 7270 v. Chr.    | 5600 v. Chr.    | 4500 v. Chr. | 3710 v. Chr. | 2200 v. Chr. | 1600 v. Chr. | 1300 v. Chr. | 800 v. Chr. | 450 v. Chr.   | 15 v. Chr./ 0             |